# Mitzach
Mitzach (prononcé [mitsak]  ou [mitsax]) est une commune française située dans la circonscription administrative du Haut-Rhin et, depuis le 1er janvier 2021, dans le territoire de la Collectivité européenne d'Alsace, en région Grand Est.
Cette commune se trouve dans la région historique et culturelle d'Alsace.

## Géographie
| - OpenStreetMap Limite communale. |

C'est une des 188 communes du parc naturel régional des Ballons des Vosges.
| Husseren-Wesserling   | Ranspach | Saint-Amarin |
| Mollau                | Mitzach  | Malmerspach  |
| Rimbach-près-Masevaux |          | Moosch       |

### Hydrographie

#### Réseau hydrographique
La commune est dans le bassin versant du Rhin au sein du bassin Rhin-Meuse. Elle est drainée par la Thur, le ruisseau Bruscher et le ruisseau Rothrunz,,.
La Thur, d'une longueur de 53 km, prend sa source dans la commune de Wildenstein et se jette  dans l'Ill à Ensisheim, après avoir traversé 20 communes. 

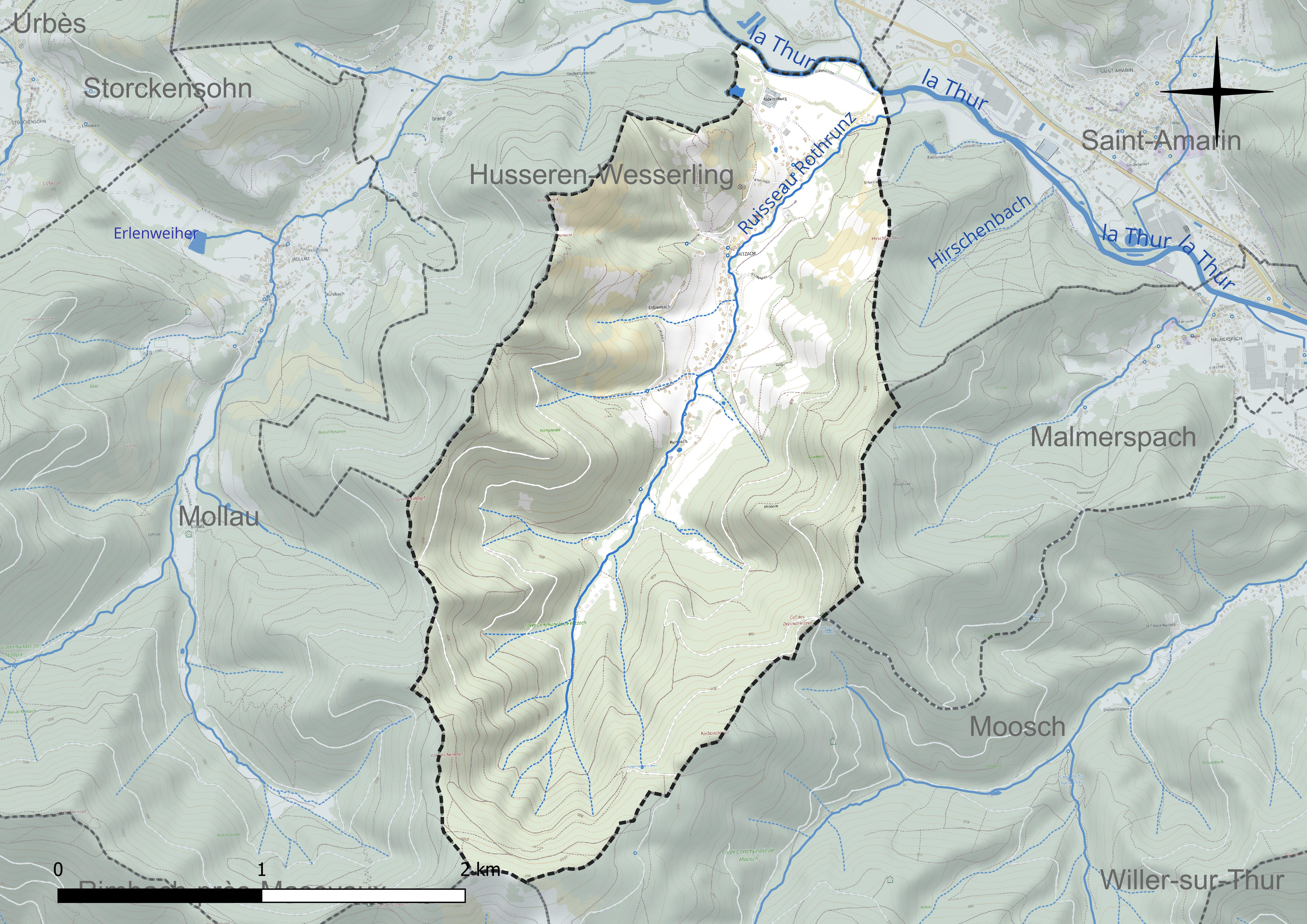
Réseau hydrographique de Mitzach.

#### Gestion et qualité des eaux
Le territoire communal est couvert par le schéma d'aménagement et de gestion des eaux (SAGE) « Thur ». Ce document de planification concerne le bassin versant de la Thur. Ce territoire s'étend sur 544 km2. Le périmètre a été arrêté le 4 mars 1996 et le SAGE proprement dit a été approuvé le 14 mai 2001. La structure porteuse de l'élaboration et de la mise en œuvre est la Direction départementale de l'agriculture et de la forêt du Haut-Rhin. 
La qualité des cours d’eau peut être consultée sur un site dédié géré par les agences de l’eau et l’Agence française pour la biodiversité. 

### Climat
Pour des articles plus généraux, voir Climat du Grand Est et Climat du Haut-Rhin.
En 2010, le climat de la commune est de type climat de montagne, selon une étude du Centre national de la recherche scientifique s'appuyant sur une série de données couvrant la période 1971-2000. En 2020, Météo-France publie une typologie des climats de la France métropolitaine dans laquelle la commune est exposée à un climat semi-continental et est dans la région climatique  Vosges, caractérisée par une pluviométrie très élevée (1 500 à 2 000 mm/an) en toutes saisons et un hiver rude (moins de 1 °C). 
Pour la période 1971-2000, la température annuelle moyenne est de 8,9 °C, avec une amplitude thermique annuelle de 16,7 °C. Le cumul annuel moyen de précipitations est de 1 220 mm, avec 12,8 jours de précipitations en janvier et 10,8 jours en juillet. Pour la période 1991-2020, la température moyenne annuelle observée sur la station météorologique de Météo-France la plus proche, « Markstein Crete », sur la commune d'Oderen à 5 km à vol d'oiseau, est de 6,3 °C et le cumul annuel moyen de précipitations est de 1 489,3 mm. 
La température maximale relevée sur cette station est de 30,3 °C, atteinte le 7 août 2015 ; la température minimale est de −20,4 °C, atteinte le 20 décembre 2009,,. 
Les paramètres climatiques de la commune ont été estimés pour le milieu du siècle (2041-2070) selon différents scénarios d'émission de gaz à effet de serre à partir des nouvelles projections climatiques de référence DRIAS-2020. Ils sont consultables sur un site dédié publié par Météo-France en novembre 2022.

## Urbanisme

### Typologie
Au 1er janvier 2024, Mitzach est catégorisée commune rurale à habitat dispersé, selon la nouvelle grille communale de densité à sept niveaux définie par l'Insee en 2022.
Elle appartient à l'unité urbaine de Saint-Amarin, une agglomération intra-départementale regroupant neuf  communes, dont elle est une commune de la banlieue,,. La commune est en outre hors attraction des villes,.

### Occupation des sols
L'occupation des sols de la commune, telle qu'elle ressort de la base de données européenne d’occupation biophysique des sols Corine Land Cover (CLC), est marquée par l'importance des forêts et milieux semi-naturels (80,8 % en 2018), une proportion identique à celle de 1990 (80,8 %). La répartition détaillée en 2018 est la suivante : 
forêts (70,9 %), zones agricoles hétérogènes (12,4 %), milieux à végétation arbustive et/ou herbacée (10 %), zones urbanisées (4,5 %), prairies (2,2 %). L'évolution de l’occupation des sols de la commune et de ses infrastructures peut être observée sur les différentes représentations cartographiques du territoire : la carte de Cassini (XVIIIe siècle), la carte d'état-major (1820-1866) et les cartes ou photos aériennes de l'IGN pour la période actuelle (1950 à aujourd'hui).

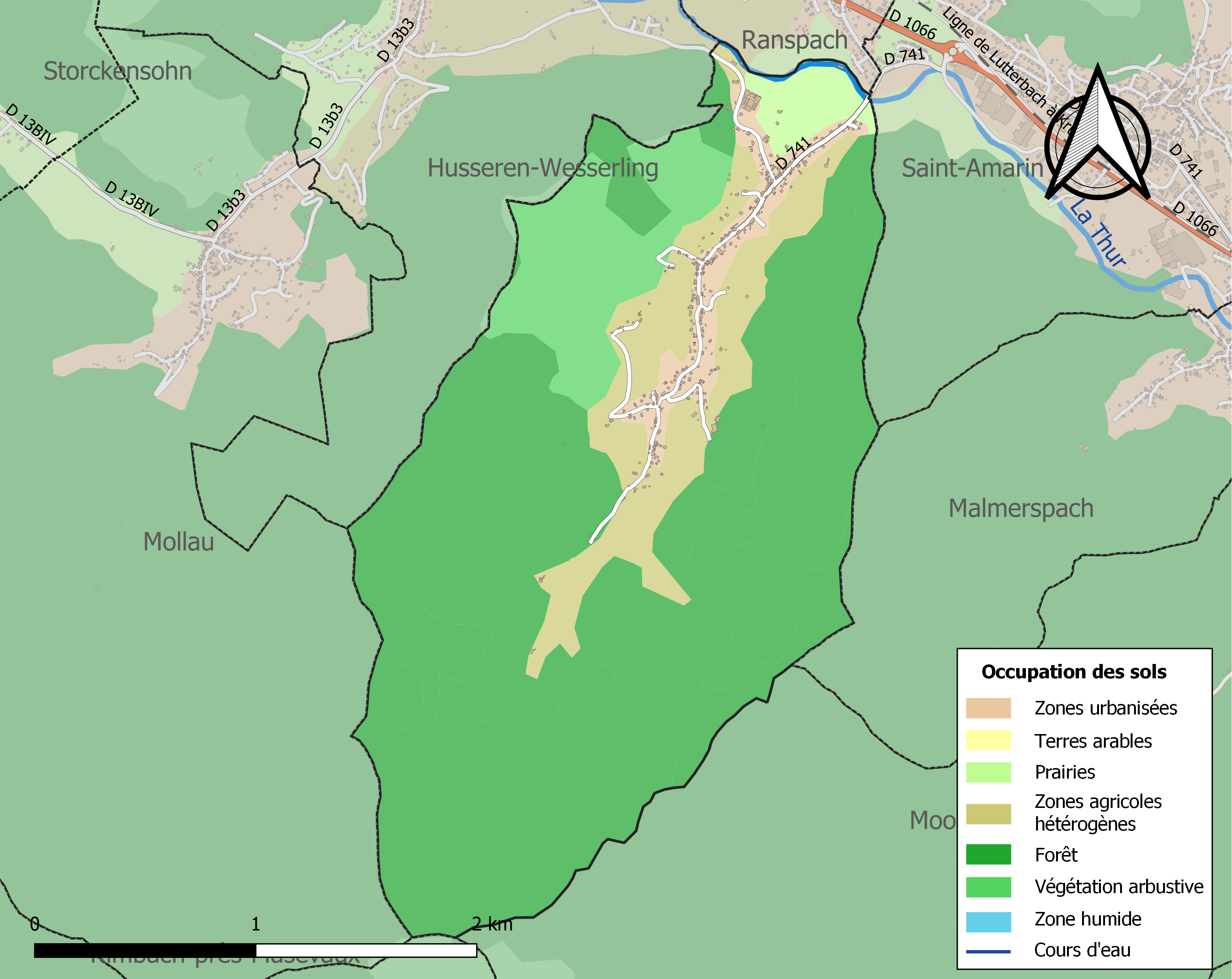
Carte des infrastructures et de l'occupation des sols de la commune en 2018 (CLC).

## Histoire
Le nom de Mitzach figure sur les registres de Murbach en 1394. Mitzach dépendait de la paroisse de Saint-Amarin de 1477 à 1899, date de la création d'une paroisse autonome.

### Héraldique
| Blason de Mitzach | Les armes de Mitzach se blasonnent ainsi : « Parti, au 1er d'argent au lévrier contourné de sable, colleté et bouclé d'or, lampassé de gueules, au 2d coupé - a) de gueules à la bande d'argent chargée de trois cloches de vair - b) d'or au cornet de gueules lié et virolé de même. » |

## Politique et administration

### Budget et fiscalité 2014
En 2014, le budget de la commune était constitué ainsi :
- total des produits de fonctionnement : 251 000 €, soit 575 € par habitant ;
- total des charges de fonctionnement : 213 000 €, soit 486 € par habitant ;
- total des ressources d'investissement : 88 000 €, soit 201 € par habitant ;
- total des emplois d'investissement : 71 000 €, soit 164 € par habitant ;
- endettement : 139 000 €, soit 318 € par habitant.

Avec les taux de fiscalité suivants :
- taxe d'habitation : 11,42 % ;
- taxe foncière sur les propriétés bâties : 14,92 % ;
- taxe foncière sur les propriétés non bâties : 50,92 % ;
- taxe additionnelle à la taxe foncière sur les propriétés non bâties : 0,00 % ;
- cotisation foncière des entreprises : 0,00 %.

### Liste des maires
| Période                                  | Période   | Identité               | Étiquette | Qualité |
| ---------------------------------------- | --------- | ---------------------- | --------- | ------- |
| avant 1988                               | mars 2008 | Jean Luthringer        |           |         |
| mars 2008                                | mai 2020  | Bernard Franck         |           |         |
| mai 2020                                 | En cours  | Roger Georges Bringard |           |         |
| Les données manquantes sont à compléter. |           |                        |           |         |

## Démographie
L'évolution du nombre d'habitants est connue à travers les recensements de la population effectués dans la commune depuis 1800. Pour les communes de moins de 10 000 habitants, une enquête de recensement portant sur toute la population est réalisée tous les cinq ans, les populations de référence des années intermédiaires étant quant à elles estimées par interpolation ou extrapolation. Pour la commune, le premier recensement exhaustif entrant dans le cadre du nouveau dispositif a été réalisé en 2007.

En 2022, la commune comptait 377 habitants, en évolution de −5,51 % par rapport à 2016 (Haut-Rhin : +0,66 %, France hors Mayotte : +2,11 %).
| 1800 | 1806 | 1821 | 1831 | 1836 | 1841 | 1846 | 1851 | 1856 |
| ---- | ---- | ---- | ---- | ---- | ---- | ---- | ---- | ---- |
| 310  | 362  | 421  | 534  | 565  | 650  | 694  | 701  | 699  |

| 1861 | 1866 | 1871 | 1875 | 1880 | 1885 | 1890 | 1895 | 1900 |
| ---- | ---- | ---- | ---- | ---- | ---- | ---- | ---- | ---- |
| 652  | 632  | 587  | 567  | 559  | 568  | 511  | 528  | 487  |

| 1905 | 1910 | 1921 | 1926 | 1931 | 1936 | 1946 | 1954 | 1962 |
| ---- | ---- | ---- | ---- | ---- | ---- | ---- | ---- | ---- |
| 504  | 485  | 499  | 465  | 433  | 439  | 426  | 433  | 439  |

| 1968 | 1975 | 1982 | 1990 | 1999 | 2006 | 2007 | 2012 | 2017 |
| ---- | ---- | ---- | ---- | ---- | ---- | ---- | ---- | ---- |
| 431  | 402  | 360  | 378  | 420  | 417  | 416  | 420  | 390  |

| 2022 | - | - | - | - | - | - | - | - |
| ---- | - | - | - | - | - | - | - | - |
| 377  | - | - | - | - | - | - | - | - |

## Lieux et monuments

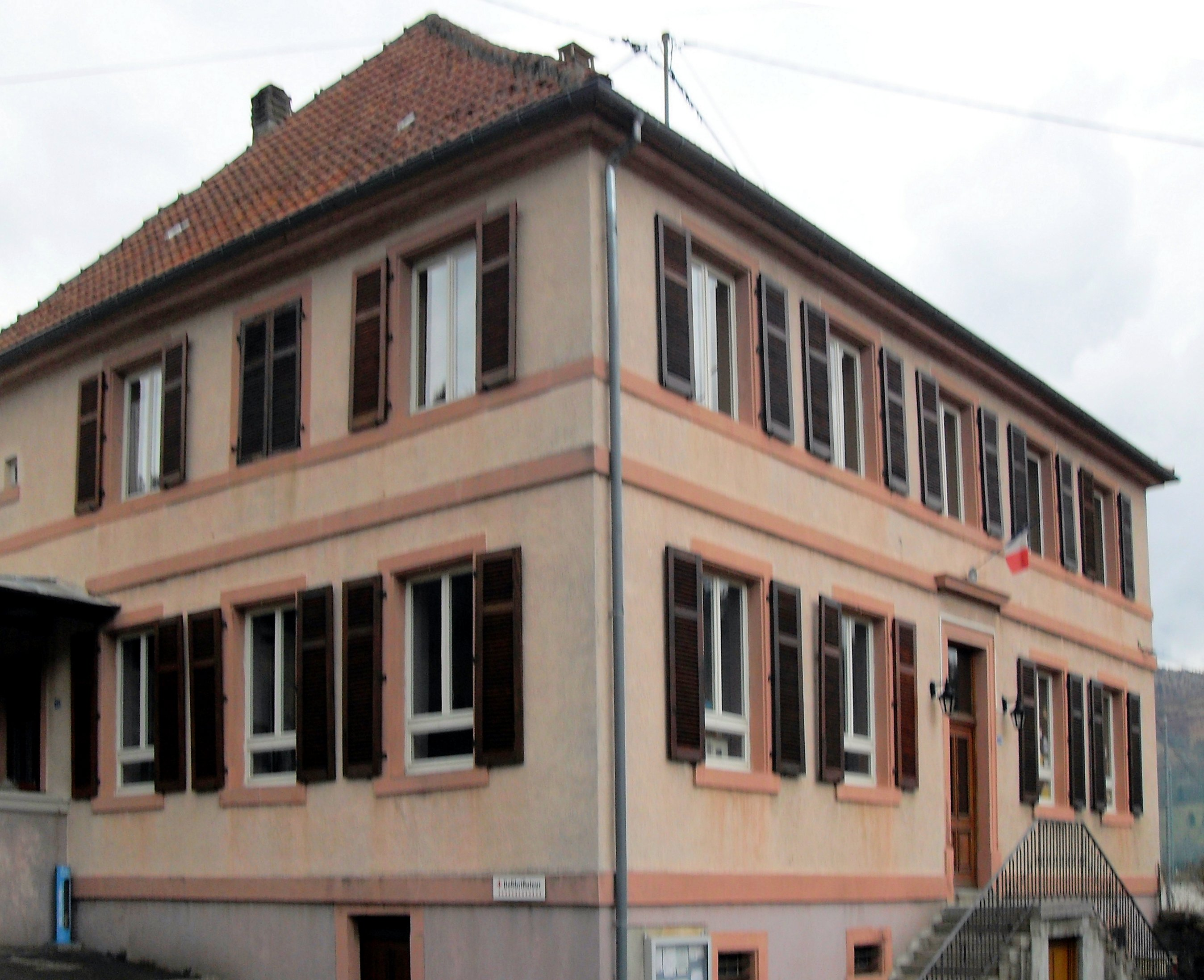
La mairie de Mitzach.

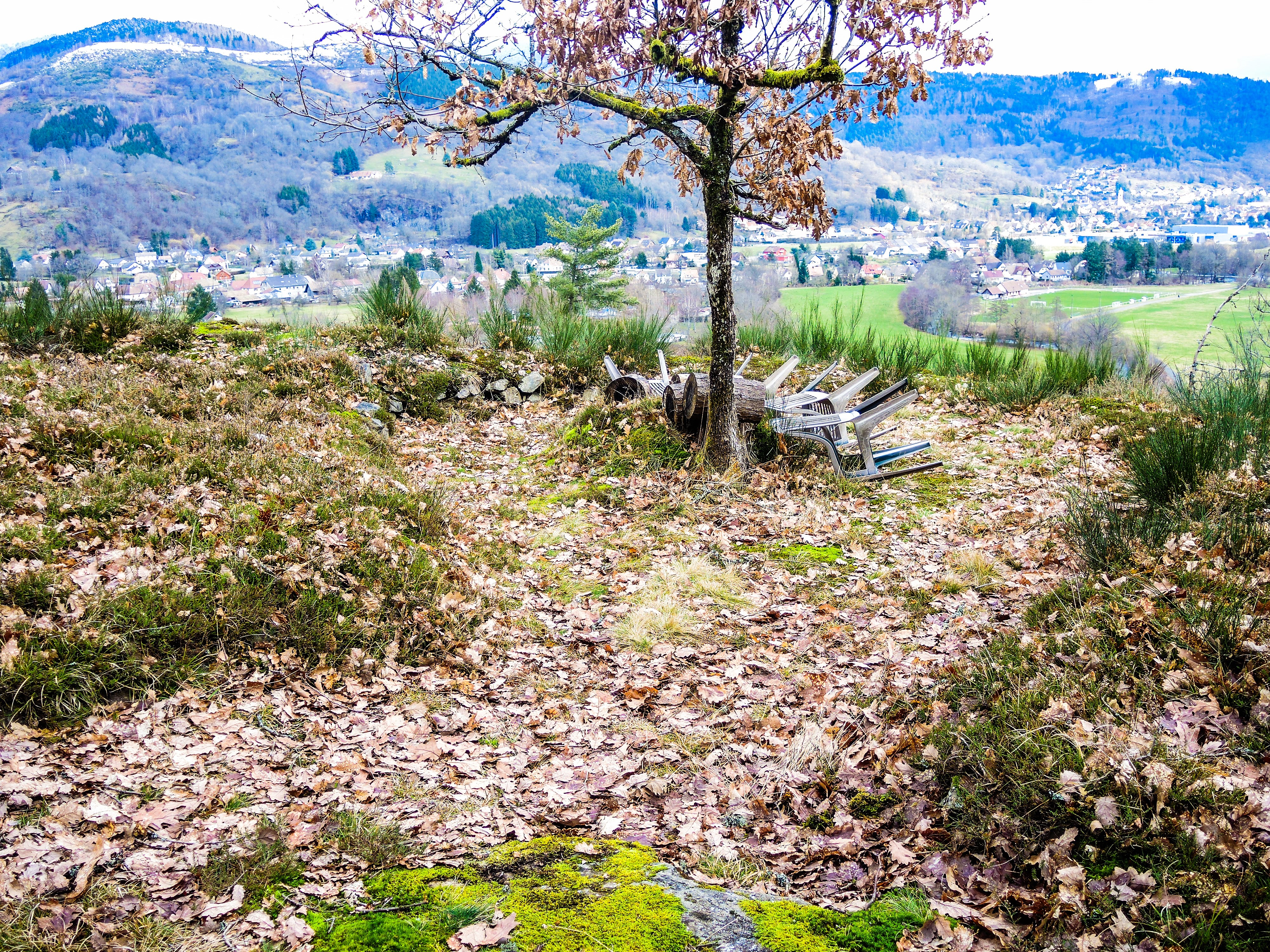
Emplacement de la tour sud de l'ancien château de Stoerenburg

- Etang du StoerenburgEmplacement de la tour sud de l'ancien château de StoerenburgL'église Saint-Dominique[28] et son orgue de Martin et Joseph Rinckenbach, de 1901[29],[30].
- Monuments commémoratifs[31].
- Moulin[32].
- École, mairie[33].

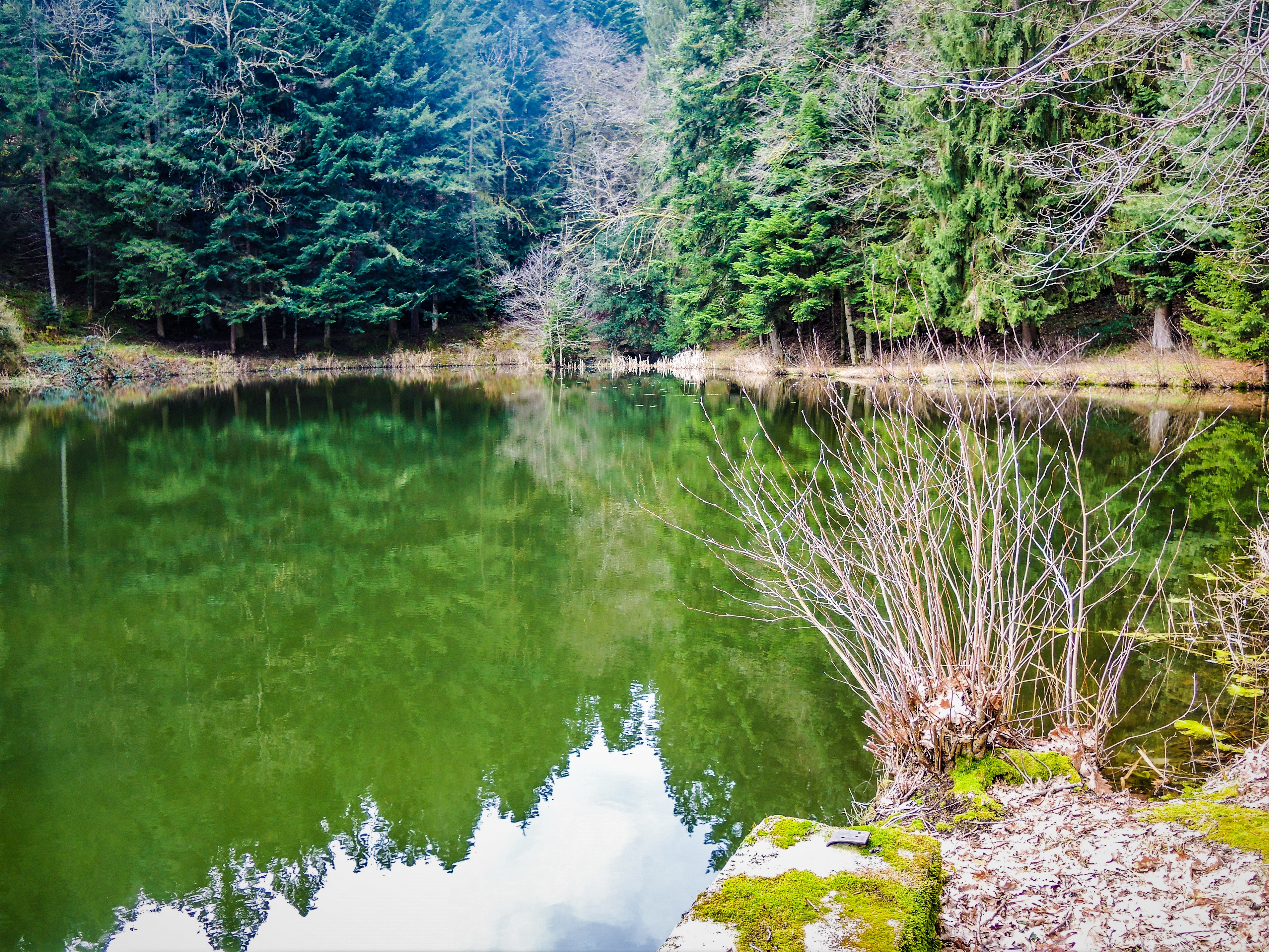
Etang du Stoerenburg

- Demeure dite Villa de Stoerenbourg[34],[35].
- Ruines du château de Stoerenbourg (Stoerenbourg) détruit en 1637 durant la guerre de Trente Ans. Le château est situé sur une colline dominant le village de Mitzach, bien que dépendant du territoire de Husseren-Wesserling[36],[37].